# Thottipalayam
Thottipalayam es una ciudad censal situada en el distrito de Tirupur en el estado de Tamil Nadu (India). Su población es de 40503 habitantes (2011). Se encuentra a 3 km de Tirupur y a 47 km de Coimbatore.

## Demografía
Según el censo de 2011 la población de Thottipalayam era de 40503 habitantes, de los cuales 20573 eran hombres y 19930 eran mujeres. Thottipalayam tiene una tasa media de alfabetización del 84,72%, superior a la media estatal del 80,09%: la alfabetización masculina es del 89,96%, y la alfabetización femenina del 79,34%.